# Georg Wadenius (album)
Georg Wadenius è un album jazz di Georg Wadenius del 1978.

## Tracce
1. When I Made Love Tonight – 5:10
2. Living in a Fantasy – 3:45
3. Harriet – 3:45
4. The Treat – 3:06
5. The Listener & the Talker – 4:57
6. Getaway – 4:18
7. Where Do We Begin – 6:31
8. Playing Hookey – 5:08
9. Happiness Is – 4:19